# Cuvée du Tchesté
Cuvée du Tchesté is een Belgisch bier van hoge gisting. Dit bruin bier met een alcoholpercentage van 7,5% wordt gebrouwen in Brouwerij Lupulus te Bovigny in opdracht van de Confrérie du Tchesté de Neufchâteau. Het wordt sinds 1994 gebrouwen, oorspronkelijk in de Brouwerij van Achouffe als etiketbier van Mc Chouffe met een alcoholpercentage van 8,5%.